# Hiperreflexia
En medicina se conoce como hiperreflexia a la exaltación o aumento de los reflejos osteotendinosos, es por lo tanto el fenómeno contrario a la disminución de los mismos que se denomina hiporreflexia. La hiperreflexia se detecta por el médico durante la exploración clínica, generalmente utilizando el martillo de reflejos y explorando el reflejo rotuliano, percutiendo en el tendón homónimo. También se diagnóstica explorando otros reflejos, entre ellos el reflejo aquiliano, reflejo bicipital, reflejo tricipital, reflejo estiloradial y reflejo cubitopronador. Puede estar ocasionada por diversas enfermedades, una de las más frecuentes es la lesión de la vía piramidal.

## Etimología
El término proviene del griego hypér que significa exceso o superioridad y el latín reflexus (vuelto hacia atrás).

## Semiología
La hiperreflexia se diagnostica cuando se presenta alguno de los siguientes signos durante la exploración de los reflejos osteotendinosos del enfermo:
- Disminución del umbral. Es decir, es necesario un estímulo más pequeño de lo normal con el martillo de reflejos para desencadenar la respuesta.
- La respuesta es más amplia de lo normal. La percusión del tendón rotuliano desencadena un movimiento más intenso de lo normal.
- La respuesta es más rápida de lo habitual y repetitiva. En ocasiones se convierte en continua, fenómeno conocido como clonus.

## Tipos
- Hiperreflexia patelar. Cuando esta exaltado el reflejo rotuliano o patelar. Puede ser unilateral o bilateral si afecta a las dos rodillas.
- Hiperreflexia aquilea. En este caso el reflejo aquíleo esta exaltado, se explora percutiendo el tendón de Aquiles, lo cual ocasiona una contracción del músculo tríceps sural.

## Causas
Las causas pueden ser muy variadas, una de las más frecuentes es la lesión de la vía piramidal, la cual puede verse afectada por numerosas enfermedades neurológicas. Algunas de las más habituales son:
- Parálisis cerebral.
- Hemorragia cerebral.
- Embolia cerebral.
- Accidente isquémico transitorio.
- Tumor cerebral.
- Meningitis.
- Esclerosis múltiple.
- Lesión en la médula espinal.
- Esclerosis lateral amiotrófica.

Otras causas de hiperreflexia incluyen hipertiroidismo, ansiedad, alteraciones electrolíticas, síndrome serotoninérgico, síndrome de Reye e intoxicación por determinadas drogas de abuso.